# Revue internationale

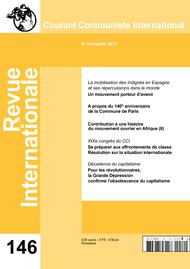
Un numéro de la Revue internationale.

La Revue internationale est une revue théorique trimestrielle publiée par le Courant communiste international (CCI) depuis 1975. Elle est publiée en anglais, français et espagnol. Des collections d'articles sont également publiées en allemand, italien, suédois et hollandais. 